# NGC 812
NGC 812 je spirální galaxie v souhvězdí Andromedy. Její zdánlivá jasnost je 11,6m a úhlová velikost 2,2′ × 0,8′. Je vzdálená 237 milionů světelných let. Galaxii objevil 11. prosince 1876 Édouard Stephan.
Je největším a nejjasnějším členem trojčlenné skupiny galaxií, jejímiž dalšími členy jsou NGC 846 a UGC 16867.